# リチャード・デニス
リチャード・デニス（Richard J. Dennis、1949年1月9日 - ）はアメリカの有名な投資家。400ドルを数十億ドルにしたとされる。

## 来歴
デポール大学を卒業後、ニューオーリンズのチューレーン大学の大学院奨学生としての資格を得たが、中退。シカゴに戻り、トレーダーとして生計を立て、1974年の25歳の時に億万長者となった。
1987年のブラックマンデーの暴落で莫大な損失を被ったときは数年間取引を中断している。

## タートルズ
高校の同級生だったウィリアム・エックハートと「優秀なトレーダーを育成できるか」という議論、賭けをする。そして1983年と1984年、2度に亘り『ウォール・ストリート・ジャーナル』に広告を出し、教えられた投資手法は実験終了後5年間は絶対に口外禁止という条件で、トレーダーを募集、育成した。
最終的には「タートルズ Turtle Traders」は23人育成され、成功をおさめたため『優秀なトレーダーを育成できる』という結論にいたる。
タートルズの名前の由来はデニスが東南アジアに旅行に行ったときに見た亀の養殖から、トレーダーを養殖する事とかけた事から。

## 主な投資手法
トレンドフォローを駆使したドンチャン・ブレイクに代表されるような20日・55日のブレイクアウト手法に資金管理を加えたものである。インターネットが普及し、複雑な値動きをする現在ではトレンドフォロー系の手法はほとんど通用しないという説がある（実際、デニスは一時期50パーセント近いドローダウンに遭い、資金を引き上げトレードを止めた時期がある）。一方で、トレンドフォロー系の手法には収益性に波があるだけであり、現在でもその有効性に変わりはないという説もある。事実、現在も世界の大手ヘッジファンド、日本でも有名なマン社やウイントン社、等もトレンドフォロー戦略を採用して巨額の利益をあげている。

## 関係する著作物
- 『マーケットの魔術師』：リチャード・デニスのインタビューが掲載されている。（2001年8月1日、パンローリング、ISBN 978-4939103407）
- 『タートルズの秘密』：著者のラッセル・サンズは、本書を書いたためタートルズを破門されたとの触れ込みで発売された。ただしこの本にタートルズの全ての手法が解説されている訳ではない。（1999年1月1日、パンローリング、ISBN 978-4939103186）
- 『伝説のトレーダー集団　タートル流投資の魔術』:タートルズで最高成績をあげたとされるカーティス・フェイスによる著作。タートルズの手法がほぼ完全な形で網羅されている。（2007年10月17日、徳間書店、ISBN 978-4198624262）
- 『ザ・タートル』：第三者マイケル・コベルによる著作。リチャード・デニスの半生とタートルズ前夜とその後のタートルズについて詳細に記されている。タートルズ本人たちの著書では明かされなかったタートルズの全貌が客観的に描かれている。綿密な調査、取材、インタビューをもとにしたことで、タートルズの手法の教科書としても揺るぎない1冊となっている。（2009年2月11日、日経BP、ISBN 978-4822246303）
- 『伝説のトレーダー集団 タートルズの全貌』:『ザ・タートル』の復刻版。米国ペーパーバック版で新たに書かれた「著者あとがき」が追加されている。これは楽屋裏話のようなものではあるが、タートルズのトーレディング手法や人間模様を更に浮き彫りにする客観性の高い内容となっている。（2019年3月26日、FPO、ISBN 978-4909074027）

## 関連する項目
- システムトレード